# Seznam čeških politikov

## A
- Ladislav Adamec
- Karel Adámek
- František Andršt
- August Ansorge
- Rudolf Appelt (češ.-nem.>>DDR)
- Emanuel Arnold
- Jaroslav Aster
- Karl Wilhelm Philipp von Auersperg
- Pavel Auersperg
- Ludvík Aust
- Rudolf Axmann

## B
- Kurt Babel
- Andrej Babiš (češki - slovaškega rodu)
- Alexander Bach
- (Karol/Karel Bacílek - Slovak)
- (Edmund Bačinský - Rusin)
- Kazimierz Felix Badeni
- Alois Baeran
- Josef Maria Baernreither
- Vlastimil Balín
- Anton von Banhans
- Pavel Jacquier Baráček
- Josef Barák
- Rudolf Barák
- Richard Karl von Baratta
- František Barbírek
- Gustav Bareš
- Ernst Bareuther
- Boleslav Bárta
- Vít Bárta
- Hans Bartel
- Josef Bartončík
- Ivan Bartoš
- Jan Bartošek
- Theodor Bartošek
- Václav Bartuška
- Jaroslav Bašta
- Antonín Baudyš
- Martin Baxa
- Bohdan Bečka
- Ján Bečko
- Pavel Bělobrádek
- Václav Bělský
- Pavel Bém
- Václav Benda
- Marek Benda
- Petr Bendl
- Bohuš Beneš
- Edvard Beneš
- Jiří  Beneš
- Václav Beneš
- Vojta Beneš
- Ondřej Benešík
- Libuše Benešová
- Marie Benešová
- Rudolf Beran
- Rudolf Bergman
- Hugo Bergmann
- Vilém Bernard
- (Anton Beskid - Rusin)
- Bedřich Bezděk
- Richard Bienert
- (Vasil Biľak - slovaški Rusin)
- František Biňovec
- Vilím Blažej
- Pavel Blažek
- Vavřinec Bodenlos
- Richard Brabec
- Bohumír Bradáč
- Petr Bratský
- František August Brauner
- Vilém Brodecký
- (Andrej Bródy-podkarpatski Ukrajinec/Rusin)
- Stanislav Broj
- Karel Brožík
- Jan Buchvaldek
- Jaroslav Budínský
- Dagmar Burešová
- Václav Burger
- Martin Bursík
- Petra Buzková

## C
- Jaroslav Jan Caha
- Juraj Chmiel
- Bohuslav Chňoupek
- Milan Chovanec
- František Chvalkovský
- Jan Chvojka
- Čestmír Císař
- Jindřich Jaroslav Clam-Martinic
- (Vladimir Clementis - Slovak)

## Č
- (Marián Čalfa - Slovak)
- (Jan Čarnogurský - Slovak)
- (Ján Čech - Slovak)
- Gregor Čeněk
- Alexej Čepička
- Petr Čermák
- Oldřich Černík
- Lukáš Černohorský
- Jana Černochová
- Adolf Černý
- Alexander Černý
- František Černý
- Jan Černý
- Josef Černý (politik)
- Ludvík Černý
- Tomáš Černý
- Antonín Čuřík

## D
- Josef David
- Václav David
- Jiří Dienstbier
- Jiří Dienstbier ml.
- František Dittrich
- Pavel Dobeš
- Luboš Dobrovský
- Jaromír Dolanský
- Josef Dolanský
- Jiří Dolejš
- Václav Donát
- Pavel Dostál
- Jiří Drahoš
- Jan Drda
- František Drtina
- Prokop Drtina
- Jan Dubický
- Ladislav Dvořák (politik)
- Viktor Dyk

## E
- Alois Eliáš
- Karel Engliš
- Evžen Erban

## F
- Hynek Fajmon
- Maxmilián Fatka
- Petr Fiala
- Karel Fiedler
- Zdeněk Fierlinger
- Vojtěch Filip
- Jan Fischer
- Otakar Fischer
- Miluše Fischerová
- Viktor Fischl
- Ivan Fišera
- Jan Fojtík
- Josef Frank
- Karl Hermann Frank
- Emil Franke
- Štěpánka Fraňková
- Bohuslav Franta
- Josef František Frič
- Josef Václav Frič
- Štefan Füle

## G
- Radola Gajda (Rudolf Geidl)
- Klement Gottwald
- Miroslav Grebeníček
- Eduard Grégr
- Julius Grégr
- Miroslav Grégr
- Stanislav Gross
- Karel Groš
- Jiří Gruša

## H
- Gustav Habrman
- Emil Hácha
- Theodor Hackenberg
- Jiří Hájek
- Václav Hájek
- Josef Haken
- František Hála
- Jan Hamáček (1978)
- František Hamouz
- Antonín Hampl
- (Dalibor Hanes - Slovak)
- Antonín Hasal
- Michal Hašek
- Václav Havel
- Jaroslav Havelka
- Ivan Havlíček
- Karel Havlíček
- Karel Havlíček Borovský
- Jan Herben
- Konrad Henlein
- Petr Hladík
- František Hlaváček
- František Hodáč
- (Milan Hodža - Slovak)
- Jiří Hoetzel
- Karel Hoffman
- Vilém Holáň
- Cyril Horáček
- Jiří Horák
- Milada Horáková (r. Králová)
- Zdeněk Horčík
- Miluše Horská
- Václav Hrabal
- (Pavol Hrivnák - Slovak)
- Josef Hromádka
- Mořic Hruban
- Karel Hrubý
- Zdeněk Hřib
- Tomáš Hudeček
- Josef Huleš
- (Gustáv Husák - Slovak)
- Josef Hybeš

## I
- Alois Indra
- Segej Ingr

## J
- Miloš Jakeš
- Wenzel Jaksch
- Vítězslav Jandák
- Ludmila Jankovcová
- Antonin Janoušek (Čeh-preds.Slovaške rep. svetov 1919)
- Vít Jedlička
- Šárka Jelínková
- Tomáš Ježek
- Bohumil Jílek
- Alois Jirásek
- Ivan Martin Jirous?
- Radek John
- Věra Jourová
- Tomáš Julínek
- Stanislav Juránek
- Marian Jurečka

## K
- Jindřich Kabát
- Jiří Kadeřávek
- Josef Kadlčák
- Karel Kadlec
- Vladimír Kadlec
- František Kahuda
- Josef Kaizl
- Miroslav Kalousek
- Antonín Kapek
- Radko Kaska
- Jan Kasl
- Antonín Kašpar
- Jan Kavan
- Josef Kempný
- František Kincl
- (Jozef Kyselý - Slovak)
- Slavomír Klaban
- Karel Leopold Klaudy
- Václav Klaus
- Josef Klečák
- (Štefan Kločurak- podkarpatski Ukrajinec)
- Václav J. Klofáč
- Michal Klusáček
- Michael Kocáb
- Jan Kohout
- Marcel Kolaja
- Daniela Kolářová
- Drahomír Kolder
- Franz Anton Kolowrat-Liebsteinsky (František Antonín Kolovrat-Libštejnský)
- Jindřich Vilém Kolowrat-Krakowsky (1897–1996)
- Kateřina Konečná
- Václav Kopecký
- Ladislav Kopřiva
- (Josef Korbel)
- Josef Korčák
- Miroslav Kostelka
- Josef Cyril Kotrlý
- Vladimír Koucký
- Pavel Kováčik
- František Kovářík
- Vladimír Krajina
- Karel Kramář
- Karl Kreibich (češki Nemec)
- Jaroslav Krejčí
- František Kriegel
- Adriana Krnáčová
- Kamil Krofta
- Daniel Kroupa
- Jan Kryčer
- Jaroslav Kubera
- Jiří Kubíček
- Stanislav Kubr
- Bohuslav Kučera
- Petr Kučera
- Josef Kudrna
- Stanislav Kukrál
- Jakub Kulhánek
- Karel Kühnl
- Ernst Kundt
- Martin Kupka
- Jan Kvíčala

## L
- Luisa Landová-Štychová
- Jakub Landovský
- Ján Langoš
- Bohumil Laušman
- (Jozef Lenárt - Slovak)
- Linhart
- Jan Lipavský
- Jiří Liška
- Ondřej Liška
- Ferdinand Lobkowicz
- Jiří Kristián Lobkowicz
- Artur London
- František Loubal
- Miloslav Ludvík
- Josef Lukeš
- Milan Lukeš
- Josef Lux

## M
- Miroslav Macek
- Petr Mach
- Karel Machovec
- Václav Majer
- Cyprián Majerník
- Jan Malypetr
- František Mareš
- Jan Masaryk
- Tomáš G. Masaryk
- Karel Mečíř
- Alfréd Meissner
- Lubomír Metnar
- Jaroslav Mezník
- Jiří Milek
- Zdeněk Mlynář
- Bedřich Moldan
- Emanuel Moravec
- Josef rytíř Müller z Jiřetína
- Alois Muna
- Vratislav Mynář

## N
- Vojtěch Náprstek
- Augustin Navrátil
- Jaromír Nečas
- Petr Nečas
- Zdeněk Nejedlý
- Antonín Němec
- (Bohumil Němec)
- Jan Němec
- Alois Neuman
- Josef Neumann
- Luděk Niedermayer
- František Nosek
- Václav Nosek
- Jiří Novák
- Ladislav Novák
- Libor Novák
- Antonín Novotný
- Vilém Nový
- Zdeněk Nytra

## O
- Jaromír Obzina
- Tomio Okamura
- Roman Onderka

## P
- Tomáš Pajonk
- František Palacký
- Martin Palouš
- Vlasta Parkanová
- Jiří Paroubek
- Josef Pavel
- Pavel Pavel
- Karolína Peake (r. Kvačková)
- Martin Pecina
- Josef Boleslav Pecka
- Markéta Pekarová Adamová
- Mikuláš Peksa
- Jiří Pelikán
- Robert Pelikán
- Jan Pelnář
- Stanislav Penc
- Soňa Pennigerová
- Rostislav Petera
- Alois Petr
- Tomáš Petříček
- Ivan Pietor
- Ivan Pilip
- Jan Pillar
- František Píšek
- František Pitra
- Petr Pithart
- Pavel Ploc
- Josef Plojhar
- Pavel Poc
- Jan Podlipný
- Augustin Popelka
- Antonín Pospíšil
- Jiří Pospíšil
- Svatopluk Potáč
- Mojmír Povolný
- Karel Prášek
- Albert Pražák
- Alois von Pražák
- Adolf Procházka
- Ladislav Prokop Procházka
- Marie Provazníková (načelnica Sokola)
- František Pštross
- František Václav Pštross

## R
- Jindřich Rajchl
- Vít Rakušan
- Alois Rašín
- David Rath
- Stanislav Rázl
- Aleš Řebíček
- Vladimír Remek
- Bedřich Remeš
- (Július Révay-podkarpatski Ukrajinec/Rusin)
- Leon Richter
- František Ladislav Rieger
- Hubert Ripka
- Helena Rögnerová
- Jaroslav Rovný
- Jan Ruml
- Vladimír Ruml ?
- Jiří Rusnok
- Jiří Růžička
- Pavel Rychetský

## S
- Alena Schillerová
- Friedrich Erwein Graf von Schönborn
- Karl Schwabe
- Karel Schwarzenberg
- Martin Sedlář
- Jozef Síkela
- André Simone
- Alois Simonides
- František Sís
- Jiří Skalický
- Emilián Skramlík
- Miroslav Sládek
- Gustav Slamečka
- Rudolf Slanský
- Vilém Slavata
- Jiří Smejkal
- Josef Smrkovský
- Václav Snopek
- Josef Sobotka
- Bohuslav Sobotka
- Přemysl Sobotka
- Tomáš Sokol
- František Soukup
- Vladimír Srb
- František Staněk
- Rudolf Staněk
- Zbyněk Stanjura
- Josef Steiner
- Adolf Stránský
- Jaroslav Stránský (politik)
- Jan Stráský
- (Rudolf Strechaj - Slovak)
- Antonín Strobach
- Martin Stropnický
- Jiří Stříbrný
- Karel Svitavský
- Adolf Svoboda
- Bohuslav Svoboda
- Cyril Svoboda
- Ivo Svoboda
- Jiří Svoboda
- Ludvík Svoboda
- Vladislav Svoboda
- Jan Syrový
- Tomáš Szuyog

## Š
- Jaroslav Šafařík
- Přemysl Šámal
- Jaroslav Šedivý
- Jiří Šedivý
- Jan Šejna
- Ota Šik
- Petr Šilar
- Bohumil Šimek
- (Ladislav Šimovič - Slovak)
- (Viliam Široký - Slovak)
- Jan Škoda
- Zdeněk Škromach
- Emanuel Šlechta
- Karla Šlechtová
- Otto Šling
- Michal Šmarda
- Bohumír Šmeral
- Radek Šmerda
- Jindřich Šolc
- Josef Špaček
- Vladimír Špidla
- František Šrámek
- Jan Šrámek
- Josef Šrámek
- (Vavro Šrobár - Slovak)
- Alfons Ferdinand Šťastný
- Milan Štěch
- (Milan Štefanik - Slovak)
- Miroslav Štěpán
- Jiří Štěpánek
- Jaromír Štětina
- Ladislav Štoll
- Jiří Stříbrný
- Lubomír Štrougal
- Jan Šula
- Václav Šturc
- Josef Šusta
- Karel Šváb
- Antonín Švehla
- Jan Šverma
- Marie Švermová (r. Švábová)
- Oldřich Švestka

## T
- Jaromír Talíř
- Pavel Telička
- Pavel Tigrid (P. Schönfeld)
- Petr Tluchoř
- Vlastimil Tlustý
- Zdeněk Václav Tobolka
- Miroslav Toman
- František Tomášek (politik)
- Mirek Topolánek
- Evžen Tošenovský
- Josef Tošovský
- František Trnka
- Zdeněk Tůma
- Filip Turek
- Vlastimil Tusar
- Jaroslav Tvrdík

## U
- František Udržal
- Milan Uhde
- Bohumil Urban
- Karel Urbánek

## V
- Miroslav Vacek
- Václav Vacek
- Ludvík Vaculik
- Vratislav Vajnar
- Vlastimil Válek
- Václav Valeš
- Ferdinand Vališ
- Josef Vančura
- Tomáš Vandas
- Václav Vaňka
- František Emanuel Velc
- Otomar Venzhöffer
- František Veselý
- Vladimír Vetchý
- Blažej Vilím
- František Vlasák
- Miloslav Vlček
- Jindřich Vodička
- Petr Vokřál
- (Augustin Vološin - (Rusin)
- Alexandr Vondra
- Radek Vondráček
- Marek Výborný
- Marie Vydrová
- Miloš Vystrčil
- Jiří Vyvadil

## W
- Josef Wohanka

## Z
- Jan Zahradil
- Jindřich Záhradnik
- Zdeněk Zajíček
- Lubomír Zaorálek
- Antonín Zápotocký
- Ladislav Zápotocký
- Osvald Závodský
- Tomáš Zdechovský
- Ondřej Zelinka (Andreas Zelinka)
- Miloš Zeman
- Petr Zenkl
- Josef Zieleniec
- Jiří Zimola
- Jiří Zlatuška
- Antonín Zmrhal
- Zdeněk Zuska

## Ž
- Václav Žák
- Zdeněk Žák
- Zbyněk Žalman
- (Grigorij Žatkovič-podkarpatski Ukrajinec/Rusin)
- Josef Žďárský